# Lenka Masná
Lenka Masná (22 aprile 1985) è una mezzofondista e velocista ceca.

## Palmarès
| Anno | Manifestazione   | Sede       | Evento      | Risultato  | Prestazione | Note |
| ---- | ---------------- | ---------- | ----------- | ---------- | ----------- | ---- |
| 2007 | Europei under 23 | Debrecen   | 800 m piani | 8ª         | 2'04"17     |      |
| 2009 | Mondiali         | Berlino    | 800 m piani | Semifinale | 2'02"55     |      |
| 2010 | Mondiali indoor  | Doha       | 800 m piani | Batteria   | 2'03"59     |      |
| 2010 | Europei          | Barcellona | 800 m piani | 6ª         | 1'59"91     |      |
| 2011 | Europei indoor   | Parigi     | 800 m piani | Batteria   | 2'06"65     |      |
| 2012 | Mondiali indoor  | Istanbul   | 800 m piani | Batteria   | 2'03"08     |      |
| 2012 | Europei          | Helsinki   | 800 m piani | Batteria   | 2'05"75     |      |
| 2012 | Giochi olimpici  | Londra     | 800 m piani | Batteria   | 2'08"68     |      |
| 2013 | Europei indoor   | Göteborg   | 800 m piani | Semifinale | 2'03"40     |      |
| 2013 | Europei indoor   | Göteborg   | 4×400 m     | Bronzo     | 3'28"49     |      |
| 2013 | Mondiali         | Mosca      | 800 m piani | 7ª         | 2'00"59     |      |
| 2014 | Mondiali indoor  | Sopot      | 800 m piani | 5ª         | 2'02"46     |      |
| 2014 | Europei          | Zurigo     | 800 m piani | Semifinale | 2'01"80     |      |
| 2015 | Europei indoor   | Praga      | 800 m piani | Semifinale | 2'10"36     |      |
| 2017 | Europei indoor   | Belgrado   | 800 m piani | Batteria   | 2'05"64     |      |